# Paralaoma royi
Paralaoma royi är en snäckart som beskrevs av Tom Iredale 1944. Paralaoma royi ingår i släktet Paralaoma och familjen punktsnäckor. Inga underarter finns listade i Catalogue of Life.